# Билим
Билим (рос. Былым) — село (з 1949 до 1995 селище міського типу) в Ельбруському районі Кабардино-Балкарії Російської Федерації.
Входить до складу муніципального утворення сільське поселення Билим. Населення становить 2052 особи.

## Історія
Згідно із законом від 27 лютого 2005 року органом місцевого самоврядування є сільське поселення Билим.

## Населення
| 1959  | 1970  | 1979  | 2002  | 2010  | 2012  | 2013  |
| ----- | ----- | ----- | ----- | ----- | ----- | ----- |
| 3048  | ↘1959 | ↗1982 | ↗2009 | ↗2052 | ↗2071 | ↘2064 |
| 2014  | 2015  | 2016  | 2017  | 2018  | 2019  | 2020  |
| ↗2070 | ↘2069 | ↘2067 | ↗2073 | ↘2049 | ↗2061 | ↘2050 |